# Galeto
O galeto é uma refeição típica das zonas de colonização italiana do sudeste-sul do Brasil. O nome real da iguaria na Itália é "passarinhada", mas no Brasil alguns bares e restaurantes substituem os pássaros por pequenos frangos, abatidos ao décimo dia de nascimento. Em geral são assados na brasa.
Nas galeterias é possível experimentar os pratos típicos que compõem o galeto: sopa de cappelletti, radici com bacon, polenta frita, massas (por exemplo espaguete, penne e fettuccine).

## Galeto ao primo canto
O galeto ao primo canto é um prato tradicional da culinária gaúcha. Chega a ser considerado um dos três principais pratos do Rio Grande do Sul, juntamente com o arroz de carreteiro e o churrasco.
Acredita-se que a origem deste prato remonta aos hábitos alimentares dos colonizadores, que costumavam preparar passarinhadas nos dias de festa, com a proibição da caça aos passarinhos, o galeto foi adotado.
O prato teve origem na região de Caxias do Sul. O primeiro restaurante a comercializar este prato foi a Galeteria Peccini, fundada em fevereiro de 1931 em função da primeira Festa da Uva. Desde então, diversos restaurantes, denominados de galeterias obtiveram êxito e se espalharam pelo estado do Rio Grande do Sul.
Em Porto Alegre foi iniciado por um ex-lutador de luta-livre, o Marreta (galeto do Marreta); já o restaurante Don Nicola  iniciou com um frango prensado famoso na rua 24 de Outubro, que teve a visita de Ieda Maria Vargas engalanada em trajes de Miss Universo.
O frango jovem (aproximadamente 25 dias, por isso primo canto, "primeiro canto", ou seja, quando o frango canta pela primeira vez) é assado sobre a brasa e comumente servido em uma farta mesa com polenta frita, salada de radici e espaguete.